# Contrete
En construcción naval, se aplica la denominación genérica de contrete a todo arbotante, llave o tornapuntas consistente en un puntal, dispuesto más o menos inclinado y convenientemente estribado, sirve para contener, retener, o sujetar horizontalmente un cuerpo, pieza u objeto cualquiera. 
Tales son:
- los empleados en las gradas de construcción, utilizándolos para varios fines, principalmente el de impedir que el buque se deslice cuando estando listo para su botadura, se han quitado ya las escoras y los picaderos.
- los que se pone tras las puertas de los diques para apuntalarlas por la parte interior y contrarrestando la presión que el agua ejerce sobre la cara exterior de las mismas, impedir que se abran cuando se ha achicado el agua del interior del dique.
- el que cuando se dispone un barco para dar la quilla se pone entre el palo y el bordón que lo sujeta, etc.

En mecánica también se utiliza el término para referirse a un tubo usado para separar dos chapas por el que se pasa un tornillo o pasador que las sujeta, de modo que sirve a la vez para proteger el tornillo o pasador y para evitar que las chapas te junten.
Picar contreteszafarlos a fuerza de mazo, o cortarlos con el hacha, cuando se bota un barco al agua, para que quede enteramente libre la basada, y esta pueda correr por las imadas de la grada.